# Кам'янська вулиця (Київ)
Кам'янська ву́лиця — вулиця в Дарницькому районі міста Києва, житловий масив Харківський. Пролягає від Колекторної до Вірменської вулиці.
Прилучаються вулиця Братів Чибінєєвих і проспект Миколи Бажана.

## Історія
Вулиця виникла в середині XX століття і спочатку складалася з вулиць Шевченка (на честь Тараса Шевченка), 816-ї Нової, 834-ї Нової, Першого Травня і Рибальської. З 1953 року мала назву Дніпродзержинська вулиця, на честь міста Дніпродзержинська (до 1936 та з 2016 року — Кам'янського).
До кінця 1980-х років вулиця починалася від вулиці Юрія Шевельова. Значно скорочена у зв'язку зі знесенням села Шевченка і забудовою житлового масиву Харківський. На деяких мапах проїзд між будинками від вулиці Архітектора Вербицького до вулиці Володимира Рибака вказується як частина Кам'янської вулиці<ref>Transnavicom v.15.07, http://map.bigmir.net/ [Архівовано 28 квітня 2011 у Wayback Machine.].
Сучасна назва вулиці — з 2017 року.

## Забудова
Вздовж вулиці збереглася приватна малоповерхова забудова — рештки села Шевченка.